# إنجه كوخ
إنجي كوش (بالألمانية: Inge Koch) هي متزلجة فنية ألمانية، ولدت في القرن العشرين.